# 山内敏正
山内 敏正（やまうち としまさ、1967年10月14日 - ）は、日本の医学者。東京大学大学院医学系研究科内科学専攻生体防御腫瘍内科学講座教授。専門は糖尿病学、代謝学。アディポネクチン受容体（AdipoR1及びAdipoR2）の研究で知られる。

## 経歴
- 1967年 - 京都府生まれ[3]
- 1986年 - ラ・サール高等学校卒業
- 1992年 - 東京大学医学部医学科卒業
- 2003年 - 東京大学医学部附属病院糖尿病・代謝内科助教
- 2004年 - 東京大学医学部附属病院糖尿病・代謝内科22世紀医療センター特任准教授
- 2008年 - 順天堂大学大学院医学研究科スポートロジーセンター客員教授（兼任）
- 2010年 - 東京大学医学部附属病院糖尿病・代謝内科講師
- 2014年 - 東京大学医学部附属病院糖尿病・代謝内科准教授
- 2018年 - 東京大学医学部附属病院生体防御腫瘍内科学代謝・栄養病態学教授

## 学会活動
日本内科学会（評議員）、日本糖尿病学会（事務局長，学術評議員）、日本内分泌学会（評議員）、日本臨床分子医学会（評議員）、日本病態栄養学会（評議員）、日本肥満学会（評議員）、日本肥満症治療学会（評議員）、国際スポートロジー学会（評議員）、日本体質医学会（評議員）

## 論文に関する調査
2014年の大晦日から論文の告発をされるようになり、国会でも何度か取り上げられたが、調査の結果、いずれも不正は認められていない。

## 受賞
2001年ベルツ賞2等賞。